# Grafschaft Lerín

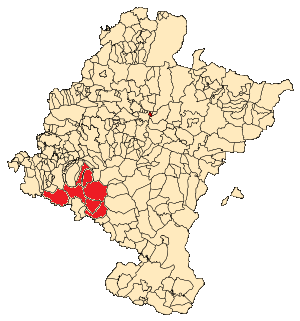
Lage der Grafschaft Lerín

Die Grafschaft Lerín mit dem Hauptort Lerín wurde 1424 von Karl III., König von Navarra für seinen unehelichen Sohn Luis de Beaumont eingerichtet.
Der Graf von Lerín trug den Titel eines Condestable de Navarra, wie man ab etwa 1430 den bisherigen königlichen Alférez zu nennen begann. Seine Aufgaben waren unpräzise, auf jeden Fall gehörte der Vorsitz der Adelsfraktion in den Cortes de Navarra dazu.
König Karl II. übertrug 1379 die Aufgabe eines Alférez del Reino seinem Neffen Carlos de Beaumont, dem 1433 dessen Sohn Luis als Condestable folgte. In den Kriegen der Zeit stand er an Spitze der Partei des Fürsten von Viana (den Beaumonteses). 1464 folgte ihm sein Sohn Luis als 2. Graf von Lerín, 1508 dessen Sohn Luis als 3. Graf von Lerín, der für seine Unterstützung Ferdinand II. von Aragón bei der Eroberung des Königreichs bekannt wurde. Von ihm wurde er 1513 restituiert, einschließlich des Titels Condestable del Reino. 
1565 starb der 4. Graf von Lerín ohne männliche Nachkommen. Der Grafentitel ging an seine Tochter Brianda als 5. Gräfin von Lerín, die 1564 Diego Álvarez de Toledo († 1583) heiratete, den zweiten Sohn von Fernando Álvarez de Toledo, Herzog von Alba, den König Philipp II. 1565 zum Condestable de Navarra ernannte. Als 1585 Diegos Bruder Fadrique Álvarez de Toledo, 4. Herzog von Alba starb, ging der Herzogstitel an Diegos Sohn, Antonio Álvarez de Toledo y Beaumont, über, nunmehr 6. Graf von Lerín, 5. Herzog von Alba und Condestable de Navarra.
1775 trug der Graf von Lerín die Titel: Conde de Lerín, Condestable y Canciller Mayor del Reino, Señor de las Villas de Larraga, Dicastillo, Allo, Arróniz, Mendavia, Sesma, Cárcar, Cirauqui, Arruazu, Sada, Eslava, Ochovi, Villamayor, Goldaraz, Castillo de Monjardín y Valle de Santesteban, Señor de diferentes Castillos y Pechas del Reino; darüber hinaus zählt der Graf zu den Granden von Spanien.

## Geographie
Die Grafschaft bestand aus den Orten Carcar, Sesma, Mendavia, Andosilla, Dicastillo und Allo. Die beiden letzten sind Teil des Piedemonte de Montejurra, die übrigen der Ribera Estellesa; die Grafschaft erstreckte sich somit zwischen Montejurra bis hinunter an den Ebro. 

## Grafen von Lerín aus demHaus Frankreich-Évreux
- Luis I., † 1462, 1424 1. Conde de Lerin, Condestable de Navarra
- Luis II., † hingerichtet 1508, 1462 2. Conde de Lerin, Marqués de Huesca,
- Luis III., † 1530, 1508 3. Conde de Lerin, Condestable und Kanzler von Navarra;
- Luis IV., † 1565, 1530 4. Conde de Lerin, Condestable de Navarra;
- Briande, † 1588, 1565 5. Condesa de Lerin; ⚭ 1565 Diego Alvarez de Toledo (Haus Álvarez de Toledo)
- Antonio Álvarez de Toledo y Beaumont, 5. Herzog von Alba, 6. Conde de Lerin, Condestable de Navarra

Die weiteren Grafen von Lerín entstammen dem Haus Álvarez de Toledo.